# Райнмайр, Ханнес
Ханнес Райнмайр (нем. Hannes Reinmayr; 23 августа 1969 года, Вена) — австрийский футболист, игравший на позиции нападающего

## Клубная карьера
Профессиональнуюк карьеру начал в 1990 году в составе «Фёрст». В следующем году перебрался в состав «Шталь Линц», в котором провел один сезон, приняв участие в 32 матчах чемпионата.
Впоследствии с 1992 по 1995 год играл в Германии в составе команд клубов «Дуйсбург» и «Байер Юрдинген».
Своей игрой за последнюю команду привлек внимание представителей тренерского штаба клуба «Штурм» (Грац), в состав которого присоединился в 1995 году. Сыграл за команду из Граца следующие семь сезонов. Большинство времени, проведенного в составе «Штурма», был основным игроком атакующей звена команды. Помог команде дважды победить в чемпионате Австрии и трижды завоевать национальный кубок.
В течение 2002-2003 годов играл за немецкий «Саарбрюккен» и австрийский «Маттерсбург», в последнем из которых и завершил профессиональную футбольную карьеру.

## Международная карьера
27 октября 1993 дебютировал за национальную сборную Австрии в отборочном матче на чемпионат мира 1994 против Израиля, в котором также отметился забитым голом. Был включен в состав сборной на чемпионат мира 1998 года во Франции. Всего Ранмайер провел в форме главной команды страны 14 матчей и забил 4 гола.

### Статистика за сборную
| Матчи и голы Ранмайра за сборную Австрии | Матчи и голы Ранмайра за сборную Австрии | Матчи и голы Ранмайра за сборную Австрии | Матчи и голы Ранмайра за сборную Австрии | Матчи и голы Ранмайра за сборную Австрии | Матчи и голы Ранмайра за сборную Австрии |
| №                                        | Дата                                     | Оппонент                                 | Счёт                                     | Голы                                     | Соревнование                             |
| ---------------------------------------- | ---------------------------------------- | ---------------------------------------- | ---------------------------------------- | ---------------------------------------- | ---------------------------------------- |
| 1                                        | 27 октября 1993                          | Израиль                                  | 1:1                                      | 1                                        | Квалификация на ЧМ 1994                  |
| 2                                        | 10 ноября 1993                           | Швеция                                   | 1:1                                      | -                                        | Квалификация на ЧМ 1994                  |
| 3                                        | 23 марта 1994                            | Венгрия                                  | 1:1                                      | -                                        | Товарищеский матч                        |
| 4                                        | 11 октября 1997                          | Беларусь                                 | 1:1                                      | -                                        | Квалификация на ЧМ 1998                  |
| 5                                        | 25 марта 1998                            | Венгрия                                  | 2:3                                      | -                                        | Товарищеский матч                        |
| 6                                        | 22 апреля 1998                           | США                                      | 0:3                                      | -                                        | Товарищеский матч                        |
| 7                                        | 2 июня 1998                              | Лихтенштейн                              | 6:0                                      | -                                        | Товарищеский матч                        |
| 8                                        | 23 июня 1998                             | Италия                                   | 1:1                                      | -                                        | ЧМ 1998                                  |
| 9                                        | 19 августа 1998                          | Франция                                  | 2:2                                      | -                                        | Товарищеский матч                        |
| 10                                       | 5 сентября 1998                          | Израиль                                  | 1:1                                      | 1                                        | Квалификация на ЧЕ 2000                  |
| 11                                       | 10 октября 1998                          | Кипр                                     | 3:0                                      | 1                                        | Квалификация на ЧЕ 2000                  |
| 12                                       | 14 октября 1998                          | Сан-Марино                               | 4:1                                      | -                                        | Квалификация на ЧЕ 2000                  |
| 13                                       | 10 марта 1999                            | Швейцария                                | 4:2                                      | 1                                        | Товарищеский матч                        |
| 14                                       | 27 марта 1999                            | Испания                                  | 0:9                                      | -                                        | Квалификация на ЧЕ 2000                  |

14 матчей и 4 гола: 5 побед, 5 ничей, 4 поражения.

## Достижения

### «Штурм»
- Чемпион Австрии: 1997/98, 1998/99
- Обладатель Кубка Австрии: 1995/96, 1996/97, 1998/99